# Gallina cega

Joc de la Gallina cega en Alginet, 1968.

La gallina o gallineta cega (dit també puput, i a les Balears: gallina orba, cucorba, o tast a Manacor, al Rosselló cotorba o cutorba, pare borratxo) és un joc infantil en el qual un jugador, amb els ulls embenats, ha d'atrapar algun dels participants i, en certes variants, endevinar qui és.

## Descripció
Els jugadors tapen o acluquen els ulls, normalment amb un mocador o bena, a un jugador seleccionat, que és qui ha d'encalçar,. Llavors la resta de jugadors comencen a donar-li cops fins a fer venir mal de mar al que atrapa. Abans de començar a tustar el qui porta els ulls tapats o mentre tots corren i la gallina gira, es va cantant una cançó:
- Gallineta, què has perdut? — Una agulla i un canut. — Busca-la per terra. — No la trobe. — Busca-la pel terrat. — No, no, que em faré gat. — Busca-la per la ximenera.—No, no, que em faré negra. — Busca qui t'ha pegat!» (recollit a Benidorm). A Alcoi, el diàleg és més breu: Gallineta cega, què has perdut? — Una agulla i un canut. — Busca-la per terra. — No la trobe. — Arre, bardoll!

- Cotorba, cotorba, què cerques? - La muller. - Fes un salt darrere el paller[3]

A partir d'aquest moment, el jugador anomenat «gallina cega» mira d'agafar algun dels qui juguen, guiant-se per llurs veus. Tocant,evidentment, però sense tustar. Quan algú és atrapat substitueix la gallina. En algunes versions avançades del joc cal endevinar qui és el jugador enxampat, palpant-lo. En unes altres, quan atrapa l'altre jugador, aquest jugador resta fora del joc. Quan juguen, per a poder ajudar la gallina a aconseguir les seves preses, els jugadors normalment li parlen o li donen pistes d'on són (com per exemple: cantant o cridant-li direccions com 'a esquerra' o 'a dreta').
En la variant rossellonesa els mainatges criden a l'encalçador, el 'pare borratxo': ''Pare borratxo! Pare borratxo de la monina!''.
Sol jugar-se en una àrea espaiosa, lliure d'obstacles per a evitar que el jugador que fa el paper de la "gallina" es faci mal ensopegant o colpint quelcom.
El pintor Francisco de Goya va immortalitzar aquest joc en el seu quadre del mateix nom. En l'edat moderna, va ser un joc de saló comú entre els adults de la classe alta europea.
Els noms en les llengües europees són: en occità jogar a cotòrba, a l'amagat, al cluquet, cutabòrlhe, espanyol gallina ciega, italià mosca cieca, portuguès cabra-cega, romanès baba-oarba.

## Història
Una versió antiga del joc es va jugar a l'antiga Grècia on es deia "mosquit de coure". El joc és jugat per nens a Bangla Desh, on es coneix com Kanamachi que significa mosca cega. Un individu té els ulls embenats per agafar o tocar un dels altres que corren repetint: "Les mosques cegues passen ràpid! Agafa el que puguis!" El joc es va jugar a l'època Tudor, ja que hi ha referències a la seva recreació pels cortesans d'Enric VIII. També va ser un joc de saló popular a l'època victoriana. El poeta Robert Herrick ho menciona, juntament amb diversos passatemps relacionats, al seu poema de 1624 "A New Yeares Gift Sent to Sir Simeon Steward":